# Córrego Água Fria
Der Córrego Água Fria ist ein etwa 12 km langer rechter Nebenfluss des Rio Ivaí im Norden des brasilianischen Bundesstaats Paraná.

## Etymologie
Córrego Água Fria bedeutet auf Deutsch Kaltwasserbach.

## Geografie

### Lage
Das Einzugsgebiet des Córrego Água Fria befindet sich auf dem Terceiro Planalto Paranaense (Dritte oder Guarapuava-Hochebene von Paraná).

### Verlauf
Sein Quellgebiet liegt im Westen des Munizips Paraíso do Norte 346 m Meereshöhe etwa 10 km westlich des Hauptorts in der Nähe der PR-559.
Der Fluss verläuft in südwestlicher Richtung. Auf den letzten 8 km seines Verlaufs bildet er die Grenze zu Mirador. Er mündet auf 255 m Höhe von rechts in den Rio Ivaí. Er ist etwa 12 km lang.

### Munizipien im Einzugsgebiet
Am Córrego Água Fria liegen die zwei Munizipien Paraíso do Norte und Mirador.